# جيبق تيرنري
جيبق تيرنري (الاسم العلمي: Japyx turneri) هو نوع من الحيوانات يتبع جنس الجيبق من الفصيلة الجيبقية.